# Okrajová (Praha)
Okrajová je ulice v lokalitě Za Horou v katastrálním území Hloubětín na Praze 14. Začíná na ulici Třešňové a má slepé zakončení. Směřuje na severozápadozápad. Tato lokalita se rozvíjí od 20. let 20. století, kdy začala výstavba nouzové kolonie Za Horou.
Ulice byla pojmenována v roce 1957. Nazvána je podle toho, že do roku 1968 Hloubětín byl okrajovou čtvrtí Prahy, ulice tedy ležela na okraji hlavního města.
Zástavbu tvoří přízemní a jednopatrové rodinné domy. Povrch ulice je ze zámkové dlažby. V úzké ulici není chodník. Ulice je opatřena dopravní značkou obytná zóna (stav 2018).